# Удаловская улица (Пушкинский район)
Удаловская улица — улица в городе Пушкине и посёлке Тярлево (Пушкинский район Санкт-Петербурга). Проходит от Новодеревенской улицы до Московского шоссе. Является продолжением шоссе Подбельского.

## История
Улица получила своё название в 1910-х годах в честь царскосельских вотчинных управляющих в 1730—1783 годах — В. И. Удалова, а также его сыновей А. В. Удалова и Ф. В. Удалова. Улица прилегала к владениям бывших царскосельских вотчинников.
Застройка Удаловской улицы представляет собой индивидуальную застройку садоводства «ВИР-1» и огородов. Нумерация на нечётной стороне начинается с дома 5, затем следует дом 19. Других адресов по Удаловской улице нет. В посёлке Тярлево на западной стороне существуют как чётные дома, так и нечётный (№ 5).

## Перекрёстки
- Новодеревенская улица / шоссе Подбельского
- Угловая улица (два перекрестка, поскольку она имеет сдвиг)
- Московское шоссе